# شارلوت آرنلد
شارلوت آرنلد (انگلیسی: Charlotte Arnold؛ زادهٔ ۲۷ ژوئیهٔ ۱۹۸۹) یک هنرپیشه، و صداپیشه اهل کانادا است. وی از سال ۱۹۹۶ میلادی تاکنون مشغول فعالیت بوده‌است. 
از فیلم‌ها یا مجموعه‌های تلویزیونی که وی در آن‌ها نقش داشته است، می‌توان به دگراسی: نسل بعدی، ایمنی اشیاء و نزاع هارلن کانتی اشاره کرد.